# Heinz Horak
Heinz Horak (* 8. August 1927 in Wien; † 30. September 2010 ebenda) war ein österreichischer Pianist, Arrangeur und Regisseur.

## Leben und Wirken
Horak studierte 1947/48 an der Wiener Musikakademie und an der Universität Wien, anschließend betätigte er sich als Komponist, Texter und musikalischer Leiter von Kabaretts, Revueprogrammen und Theateraufführungen. Am Theater in der Josefstadt war er ab 1992 tätig und für den ORF gestaltete er zahlreiche Shows.
Für seine 1994 verstorbene Frau Tilla Hohenfels schrieb Horak Texte und Musik von zahlreichen Chansons und Duos. Mit ihren Programmen („Chansons a la Carte“, „Geh durch Wien“ u. a.) hatten sie Tourneen in Österreich und Deutschland.
Im Herbst 2001 machte Horak mit dem Stück „Mich hätten sie sehen sollen“ anlässlich der Eröffnung des Gloria-Theaters seine letzte Theaterproduktion.